# Роберт I фон Марк-Аренберг
Роберт I фон Марк-Аренберг (на немски: Robert I von der Marck-Arenberg; на френски: Robert I. de La Marck;† 30 април 1536/20 юни 1541) е благородник от род фон дер Марк, господар на Аренберг, бургграф на Брюксел, господар на Бушут, маршал на Холандия.

## Произход
Той е син на граф Еберхард III фон Марк-Аренберг († 1496), бургграф на Брюксел, губернатор на Люксембург, и първата му съпруга му Маргерита де Бушут († 1476), дъщеря на Даниел IX де Бушут, бургграф на Брюксел, и Маргерита де Пукес († сл. 1460). Баща му Еберхард III се жени втори път сл. 1476 г. за Елеонора фон Кирхберг († 1517).
Брат е на Еберхард IV фон Марк-Аренберг († 1532), граф на Марк-Аренберг, бургграф на Брюксел, господар на Бушут.

## Фамилия
Роберт I фон Марк-Аренберг се жени на 14 юли 1495 г. за Матилда ван Монтфоорт († 4 октомври 1550), наследничка на Наалдвийк, Ватеринген и Капелен, дъщеря на бургграф Йохан III/Ян III фон Монтфоорт (1448 – 1522) и Вилхелмина фон Наалдвийк († 1504/1509). Те имат децата:
- Роберт II фон Марк-Аренберг (* 1 март/30 май 1506; † между 30 април и 1 май 1536), женен на 26 август 1523 г. за Валбурга фон Егмонт-Бюрен († 12 април 1547)
- Йозина († 24 февруари 1546), омъжена 1526 г. за граф Куно (Конрад) фон Вирнебург-Зафенберг († 14 февруари 1546), син на Филип II фон Вирнебург
- Маргарета († ок. 1543/1544), омъжена 1542 г. за граф Франц фон Мандершайд-Шлайден-Вирнебург-Керпен (* 24 януари 1514; † между 17 май 1548 – 2 септември 1549), син на граф Дитрих IV фон Мандершайд, Шлайден-Кроненбург (1481 – 1551) и Маргарета фон Зомбрефе, фрау фон Керпен († 1518)
- Ерхард фон Марк († 1538), епископ на Лиеж